# 2019冠狀病毒病疫情对旅游业的影响
由于旅行限制的产生以及对旅行者需求的下降，2019冠状病毒病疫情对旅游业产生了重大影响。因许多国家为了限制其传播而颁布了旅行限制，旅游业受到了严重影响。世界旅游组织估计，到2020年，全球旅客人数可能会减少20%至30%，从而造成约30到50亿美金的损失。在全球许多城市中，有计划的旅行减少了80%-90%。由于旅行限制，世界各地的许多旅游景点，如博物馆，游乐园和运动场馆都已关闭。
2020年9月15日，世界旅游组织发布消息称，2019冠狀病毒病导致全球旅游业上半年损失4600亿美元，国际游客人数同比下降了65%，人數减少4.4亿人次，损失是2008年金融危机期间同类损失的5倍左右。不過与2022年的国际游客人数可能較2021年相比增长30%—78%，不過仍比疫情前水平低50%以上。

## 旅行限制
因为疫情，许多国家和地区对受灾严重地区的公民以及近期去过的旅行者实行了隔离，入境禁令或其他限制。其他国家和地区也已施加了适用于所有外国和地区的全球旅行限令，或阻止本国公民出国旅行。
加上旅行意愿的下降，这些限制对地区的旅游业产生了不利的经济影响。大量商务旅行和国际会议改为非实地举行的线上会议可能对本地经济造成长期的影响。因此，许多人对于因疫情而推出的旅行限令的有效性提出了不少质疑。

## 各国概况

### 澳大利亚
旅游机构宣称，直到2020年2月11日，旅游业的总经济成本将达到45亿澳元。赌场收入预计会下降。澳大利亚至少两个区域，凯恩斯（Cairns）和黄金海滩（Gold Coast），报告已损失了超过6亿美元。
澳大利亚旅游业领事会（ATIC）呼吁澳大利亚政府提供财政支持，尤其是考虑到众多受到影响的小企业。
因旅行需求的大幅度下降，国家旅行社Flight Centre已无限期关闭了澳大利亚境内的100家门店。其股价也因此下跌了75%，取消了先前宣布的股息，暂停了股票交易，并宣布将在全球范围内裁撤6000名员工或休无薪假。

### 波斯尼亚地区
该地区统计处表示，3月份访问波斯尼亚联邦的外国游客人数同比下降了79%，至9660人。
联邦统计局在周三的一份声明中提到，3月期间，外国游客在此共过夜19089晚，同比下降了77%。
3月份访问联邦的游客总数同比下降了75%，至少16186人，过夜游客总数同比下降了73%，至31881人。
2020年三月的外国人入境人数同比下降了79%。

### 保加利亚
由于2019冠状病毒病疫情，保加利亚于3月开始禁止外国人入境。
2020年3月期间外国入境人数同比下降43.7%。保加利亚总理博伊科·鲍里索夫表示，从希腊和塞尔维亚来的出差或有家庭联系的旅客，以及外交官，人道主义者和运输工人将从6月1日起允许入境，且无需进行14天的隔离。（页面存档备份，存于）

### 柬埔寨
2020年3月内外国入境人数同比下降65%。
自3月中旬以来，柬埔寨已禁止来自美国，意大利，德国，西班牙，法国和伊朗的6个国家的旅客入境，并自3月30日起对所有外国人实行入境限制，以遏制2019冠状病毒病的传播。
由于疫情，柬埔寨总值达49.2亿美元的旅游业受到了严重的打击。旅游数据显示，3月份柬埔寨共接待了223,400名外国旅客，相较于去年同月减少了65%。

### 中国
中国旅游业受到了旅行限制以及对于病多传染的担忧的严重打击，其中包括禁止国内和国际旅行团。
- 香港（中国）：2020年2月的外国入境人数同比下降96.4%，且于2020年3月同比下降98.6%。[25][26]

### 哥斯达黎加
截止于2020年3月，外国入境人数同比下降51.4%。

### 克罗地亚
早起数据显示，2020年3月外国入境人数同比下降了75%。

### 塞浦路斯
2020年3月的外国入境人数同比下降67.4%。

### 希腊
2020年3月，外国入境人数同比下降46.8%，旅游收入同比下降71%。

### 匈牙利
2020年4月，外国入境人数同比下降98.7%，境内旅游同比下降95%。

### 印度
截止2020年3月，外国入境人数同比下降66.4%。

### 印度尼西亚
截止2020年3月，外国入境人数同比下降64.11%。

### 日本
2020年3月的外国入境人数同比下降94%。直至4月中旬，外国人的每日入境人数同比下降了99.9%。

### 马来西亚
2020年3月16日当日，旅游部门，艺术部门和文化部门宣布，马来西亚周边的几个旅游景点将关闭至2020年3月30日，其中包括游客中心，国家美术馆（National Arts Gallery），手工艺品中心，玲珑谷地考古遗址内的博物馆（Lenggong Archaeological Museum），马来西亚国家档案馆（National Archives of Malaysia）以及马来西亚国家图书馆（National Library of Malaysia）。

### 墨西哥
全国旅游商业理事会（Consejo Nacional Empresarial Turístico，CNET）于3月向墨西哥总统参谋长Alfonso Romo的两封信中该书了旅游业对经济的重要性，并要求政府对该行业提供支持。旅游业在墨西哥提供了400万个就业机会，其中93%的公司拥有10名或以下的员工。疫情导致了4,000家酒店（52,400间客房）和2,000家餐厅的关闭。直至3月，航空业损失了300亿墨西哥比索（13亿美元）。

### 塞尔维亚
2020年3月，外国入境人数同比下降65.8%。

### 新加坡
2020年2月，外国入境人数同比下降51.2%。

### 斯洛文尼亚
2020年3月，外国入境人数同比下降78%。

### 大韩民国（韩国）
在韩国，韩国旅行社协会要求政府提供支持，以抵消自2019冠状病毒病疫情以来一系列旅行取消带来的行业内迅速大规模损失。韩国最大的旅行社Hana Tour和Mode Tour各自表示有100亿韩元的损失。
2020年3月的外国入境人数同比下降94.6%。

### 西班牙
2020年3月的外国入境人数同比下降64%。2019年旅遊占西班牙國内生產總值為12%，2020年降到6%。全年外國旅客數量由2019年8350萬人降到2020年不足1900萬人，降幅為77%。

### 斯里兰卡
2020年3月的外国入境人数同比下降70.8%。

### 泰国
2020年3月，外国入境人数同比下降76.4%，旅客消费额同比下降77.6%。因4月4日以来泰国边境的关闭以及大部分国际航班的禁止，2020年4月的游客人数和消费均已降至零。

### 土耳其
2020年3月，外国入境人数同比下降67.73%。

### 美国
2020年4月，夏威夷的游客人数减少了99.5%，几乎导致其旅游业的关闭。由于所有到访者需进行14天的强制隔离，旅游业仍旧萧条。许多到访该岛但未遵守14天强制性隔离措施的旅客被捕。2020年6月，夏威夷州仍未确定重新开放该岛以进行州外旅游的日期。从6月16日起，将取消对岛际旅游的隔离措施。
弗罗里达州的旅游业在2020年第一季度同比下降10.7%。
2020年，美国的居家旅游开始盛行，大部分人在家中或附近度过假期。由于大部分旅行使用汽车作为交通工具，且汽油价格低廉，并伴随着计划旅行的不确定性，许多人宁愿等到最后一刻才计划出行；因此，乘坐飞机，游轮，公共汽车和火车的旅行急剧减少。

### 越南
2020年4月外国入境人数同比下降98.2%。

## 行业概况

### 航空公司
主条目：2019冠状病毒病疫情对航空业的影响

### 赌场业
澳门是全球收入最高的赌场所在区域。2020年2月，所有赌场关闭了15天，收入同比下降88%，创下有史以来最糟糕的纪录。
3月17日当天，内华达州长史蒂夫·西索拉（Steve Sisolak）下令多有赌场关闭30天。

### 邮轮业
相关条目：2019冠状病毒病国际邮轮疫情
疫情爆发后，邮轮不得不取消原籍还的航行。因大量媒体对隔离船上染病乘客的报道所损害的行业形象，预定和取消活动都在增加。2020年5月，挪威邮轮公司报道了18.8亿美元的季度亏损，并警告其倒闭的可能性。

### 旅馆业
2020年4月11日，德克萨斯州奥斯丁的酒店中只有3%的房间使用率。当日，有342间客房被使用。相比之下，2019年同日有10,777间客房被使用。

### 汽车租赁业
赫兹租车公司（Hertz Global Holdings Inc.）于2020年5月22日申请第11章破产保护。该公司尚未获得美国指定用于救助航空公司的保护。

### 餐饮业
主条目：COVID-19疫情对食品行业的影响
由于当局关闭餐馆和就把以减缓病毒的传播速度，疫情影响了全球食品企业。于2019年同期相比，全球餐馆的日常流量大幅度下降。餐馆的停业对食品生产，含酒精饮品和啤酒生产，食品和饮品运输，捕鱼业和农业产生了连锁影响。